# Jesse Plemons
Jesse Lon Plemons (Dallas, 2 april 1988) is een Amerikaanse televisie- en filmacteur.

## Carrière
Jesse Plemons werd in 1988 geboren in Dallas (Texas) als de zoon van Lisa Beth Cason en Jim Bob Plemons. Hij groeide op in Mart, een klein stadje nabij Waco (Texas). Hij heeft een oudere zus, genaamd Jill.
Plemons begon al op jonge leeftijd met acteren. Als driejarige was hij te zien in een reclamespot voor Coca-Cola. Vanaf zijn achtste begon hij steeds vaker te acteren en begon hij steeds meer tijd door te brengen in Los Angeles, om aan verschillende audities mee te doen. Eind jaren 1990 speelde hij zijn eerste, kleine filmrollen. Zo was hij onder meer te zien in de komedies Finding North (1998) en Varsity Blues (1999). In 2000 vertolkte hij de jongere versie van Matt Damons hoofdpersonage in All the Pretty Horses.
In de daaropvolgende jaren bleef hij kleine bijrollen in film en televisie vertolken. Zo was hij te zien in afleveringen van de series Walker, Texas Ranger (2000), Sabrina, the Teenage Witch (2001) en Judging Amy (2003).
Zijn doorbraak kwam er in 2006, toen hij student en Americanfootballspeler Landry Clarke mocht vertolken in de dramareeks Friday Night Lights (2006–2011). Plemons, die zelf tijdens zijn schooljaren American football had gespeeld, werkte gedurende vijf jaar mee aan 59 afleveringen van de serie.
In 2012 werd hij aan de cast van het laatste seizoen van de populaire misdaadserie Breaking Bad (2012–2013) toegevoegd. In de reeks vertolkte hij Todd Alquist, een sociopaat die het hoofdpersonage Walter White assisteerde bij de aanmaak van meth. Door zijn personage in Breaking Bad en zijn gelijkenis met acteur Matt Damon verwierf Plemons de bijnaam "Meth Damon".
In 2015 was hij een van de hoofdpersonages in het tweede seizoen van de anthologieserie Fargo. Plemons speelde Ed Blumquist, een goedgelovige slager die zijn psychotische echtgenote hielp bij het verborgen houden van een moord. De rol leverde hem in 2016 een eerste Emmy Award-nominatie op. Zijn echtgenote in de reeks werd vertolkt door Kirsten Dunst, met wie Plemons in 2016 een relatie begon. Het paar verloofde zich in 2017 en in 2022 zijn de twee getrouwd.
Naast zijn televisiewerk bleef Plemons ook acteren in films. Na zijn doorbraak in Friday Night Lights had hij bijrollen in bekende producties als Paul (2011), Battleship (2012), The Master (2012), Bridge of Spies (2015), The Post (2017) en The Power of The Dog (2021).

## Filmografie

### Film
| - Finding North (1998) - Varsity Blues (1999) - All the Pretty Horses (2000) - Children on Their Birthdays (2002) - Like Mike (2002) - When Zachary Beaver Came to Town (2003) - The Failures (2003) - The Flyboys (2008) - Observe and Report (2009) - Shrink (2009) - Happiness Runs (2010) - Meeting Spencer (2010) - Paul (2011) - The Master (2012) - Battleship (2012) - The Homesman (2014) - Flutter (2014) |  | - Black Mass (2015) - The Program (2015) - Bridge of Spies (2015) - Other People (2016) - The Discovery (2017) - American Made (2017) - Hostiles (2017) - The Post (2017) - Game Night (2018) - Vice (2018) - El Camino: A Breaking Bad Movie (2019) - The Irishman (2019) - I'm Thinking of Ending Things (2020) - Judas and the Black Messiah (2021) - The Power of the Dog (2021) - Jungle Cruise (2021) - Killers of the Flower Moon (2023) - Kinds of Kindness (2024) |

### Televisie
| - Walker, Texas Ranger (2000) - The Guardian (2001) - Sabrina, the Teenage Witch (2001) - The Lyon's Den (2003) - Judging Amy (2003) - Huff (2004) - CSI: Crime Scene Investigation (2004) - Grey's Anatomy (2006) - NCIS (2006) - Friday Night Lights (2006–2011) - Fear Itself (2008) |  | - Cold Case (2009) - Childrens Hospital (2011) - Bent (2012) - Breaking Bad (2012–2013) - Drunk History (2014–2018) - Olive Kitteridge (2014) - Fargo (2015) - No Activity (2017) - Black Mirror (2017-2025) - Zero Day (2025) |